# Estadi Alphonse Theis
L'Estadi Alphonse Theis és un estadi de futbol a la ciutat de Hesperange, al sud de Luxemburg. Actualment és l'estadi del Football Club Swift Hesperange. Té capacitat per a 3.058 persones.